# Hóka
Hóka (1899-ig Havka szlovákul: Havka) község Szlovákiában, az Eperjesi kerületben, a Késmárki járásban.

## Fekvése
Késmárktól 41 km-re északra, Szepesófalutól 6 km-re délkeletre, a Szepesi Magura északi lejtőjén, a lengyel határ közelében fekszik.

## Története
Vöröskolostori karthauzi szerzetesek alapították a 14. században, 1337-ben „Hafka” alakban említik először. A 15. században a husziták gyújtották fel. 1786-ban württembergi németekkel telepítették be. 1828-ban 15 házában 116 lakos élt. Itt működött a környék egyetlen fazekasműhelye, lakói főként állattenyésztéssel foglalkoztak.
Fényes Elek 1851-ben kiadott geográfiai szótárában így ír a faluról: „Havka, puszta, Szepes vmegyében, II. Józseftől alapítatott német gyarmat, Lechniczhez 1 1/4 órányira: 166 kath. lak.”
A trianoni diktátumig Szepes vármegye Szepesófalui járásához tartozott.
Lakossága egyre fogy.

## Népessége
| Év:            | 1994. | 2004.    | 2014.   | 2024.    |
| -------------- | ----- | -------- | ------- | -------- |
| Emberek száma: | 56    | 40       | 45      | 39       |
| Eltérés:       |       | -28,57 % | +12,5 % | -13,33 % |

| Év:            | 2023. | 2024.  |
| -------------- | ----- | ------ |
| Emberek száma: | 40    | 39     |
| Eltérés:       |       | -2,5 % |

1910-ben 116, túlnyomórészt szlovák lakosa volt.
2001-ben 46 szlovák lakosa volt.
2011-ben 43 lakosából 40 szlovák.

## Nevezetességei
- Kápolnája a 19. század első felében épült.
- Jellegzetes magas tetejű, régi faházai ma is állnak.